# هایدماری ویچورک تسویل
هایدماری ویچورک تسویل (آلمانی: Heidemarie Wieczorek-Zeul؛ زادهٔ ۲۱ نوامبر ۱۹۴۲) یک سیاست‌مدار، و آموزگار اهل آلمان است.